# 金锭桥
39°56′11″N 116°23′43″E / 39.9363974°N 116.3953249°E
金锭桥是位于中国北京市西城区什刹海前海东端出水口处的一座汉白玉石桥。

## 简介
1998年4月28日，中共北京市委中心组进行第六次学习，北京大学教授侯仁之应邀前去做报告，介绍北京城的历史。他的报告题目为《从莲花池到后门桥》，在报告中，侯仁之介绍了北京城的变迁，强调“中轴线”的历史和现实意义，呼吁“保护中轴线”，“恢复后门桥下这段河道的水上景观”。侯仁之的建议获得中共北京市委领导的采纳。2000年12月20日，莲花池和后门桥遗址举行了修复仪式。
2000年，在修复万宁桥（后门桥）的同时，在万宁桥西增建了一座汉白玉三孔石拱桥。此次修复万宁桥，将万宁桥下原来已经改为暗河的玉河恢复为河道，河水自什刹海前海东端出水口处开始，流至万宁桥东侧不远处。
2001年，什刹海前海东端出水口处新建的汉白玉石桥遇到起名问题。时任北京市人民政府副市长的汪光焘就此请教北京大学教授侯仁之。 侯仁之给汪光焘副市长写了如下的信：

光焘市长：
后门桥改建一新，深受地方群众赞赏。我虽建议在前，正是有赖鼎力规划施工，终于迎来我们首都在规划设计最初起点的新景象。这实在是很可纪念的一件事。更有出乎个人意料之外的是桥下河渠的上游，又新建一石桥，便于沿什刹海、前海东岸南北通行，从而为来往行人提供了一个饱览水上风光的好去处。承嘱我为此新桥命名，实出我意料之外。受命之余，筹思再三，考虑到桥名必须便于称道，又应与什刹海上的风物相结合，因而联想到前后海之间有银锭桥，创自明朝中时，立足桥上，西山央望，遂有“银锭观山”之称。1984年重修之后，原形设计已有变化。又后海西岸高楼耸起，遥望西山胜景，自然受到影响，但是银锭桥之名，依然如初，日益增民间向往之情。联想及此，因而建议前海东岸新建石桥即命为金锭桥。这样，什刹海上前后两桥，金银并称，不仅便于记忆，而且与金锭桥隔海相望的西北岸上原有胡同两处，即以大小金丝套为名。我便以金锭桥之命名，征求相会诸位好友之意见，无不欣然同意。敢以奉闻，尚祈裁夺为盼。
专此，顺致敬礼 
侯仁之敬上

2001年1月30日
侯仁之同一天写了另外一封信：

光焘同志：
嘱我为什刹海上新建石桥命名，我认为这是很重要 的一件事。因此经过慎重考虑之后，已将命名经过写了一 份正式的报告书，另纸抄写，尚祈定夺。至于写桥名以便刻石一事，我实在感觉力不从心。因为我缺乏书法训练，近来又深感目力衰退，虽曾试写过“金锭桥”三字数次，实难如意，反复考虑，还是另请长于书法的专家执笔为是，我也就安心了。谊在知己，敢以奉闻。 
此致敬礼 
仁之敬上

2001年1月30日
尽管侯仁之再三婉辞，但后来在桥上所刻的“金锭桥”三字，乃至“侯仁之”的签名，均是从侯仁之给汪光焘副市长的信中复制下来并放大而成。 